# Borgerskabets diskrete charme
Borgerskabets diskrete charme er en fransk surrealistisk komedie fra 1972 instrueret af Luis Buñuel.

## Eksterne Henvisninger
- Borgerskabets diskrete charme på Internet Movie Database (engelsk)
- Borgerskabets diskrete charme på Filmdatabasen
- Borgerskabets diskrete charme på Scope
- Borgerskabets diskrete charme i Svensk Filmdatabas (svensk)
- Borgerskabets diskrete charme på AlloCiné (fransk)
- Borgerskabets diskrete charme på MovieMeter (nederlandsk)
- Borgerskabets diskrete charme på AllMovie (engelsk)
- Borgerskabets diskrete charme hos British Film Institute (engelsk)
- Borgerskabets diskrete charmes profil hos Encyclopædia Britannica Online (engelsk)
- Borgerskabets diskrete charme på Turner Classic Movies (engelsk)